# Lennart Norrman
Johan Lennart Norrman, född den 7 juli 1877 i Adelsö församling, Stockholms län, död den 26 juni 1947 i Stockholm, var en svensk ämbetsman. Han var son till August Norrman.
Norrman avlade hovrättsexamen vid Uppsala universitet 1903. Han blev amanuens i fångvårdsstyrelsen 1911, i arméförvaltningen 1912, notarie hos Andra kammaren 1909, hos civilkommissionen 1913(–1915), hos arméförvaltningen 1914, sekreterare där 1917 och kansliråd i lantförsvarsdepartementet 1918. Norrman var krigsråd och byråchef i arméförvaltningen 1925–1943. Han blev riddare av Nordstjärneorden 1920 och kommendör av andra klassen av samma orden 1935.